# Zale peruncta
Zale peruncta là một loài bướm đêm trong họ Erebidae.